# محمد المديوري
محمد المديوري (8 أبريل 1938، مراكش) رئيس الأمن الشخصي السابق للملك الحسن الثاني، وقد ظل حارسا شخصيا له لحوالي 28 سنة.

## مناصبه
خارج مركزه الأمني الرسمي داخل القصر، كان المديوري يشغل رئيسا لنادي الكوكب المراكشي لكرة القدم، وكذلك الجامعة الملكية المغربية لألعاب القوى.
ورئيس مؤسس للجامعة الملكية المغربية للتايكواندو سنة 1981. بعد وفاة الحسن الثاني تزوج من أرملته لطيفة حمو واستقر في فرنسا. وقد خرج من جميع مناصبه الرسمية ، كما شارك المديوري كذلك في الأعمال التجارية، حيث كان الموزع الحصري لموتورولا اللاسلكي في المغرب. و ابنه هو الذي يدير هذه الأعمال.